# Ungwana
Ungwana (en comorien ; La Liberté en français) est l'hymne national des Comores de 1975 à 1978, sous le régime de l'État comorien avec notamment à sa tête Ali Soilih. Les paroles et la musique sont l'œuvre d'Abdérémane Chihabiddine dit Abou Shihabi, un auteur-compositeur créateur du folk comorien, et qui remporte un concours organisé par le pouvoir révolutionnaire.

## Paroles
| Paroles officielles en comorien | Traduction en français |
| --- | --- |
| Ungwana ngazi nuo Si wakomori masiwa manne Maore Ndzuwani Mwali Ngazidja Hazi piya ngasi nizo Rangu zamani Dima ulozi Hazi za mihono                         | La liberté nous l'avons Nous les Comoriens des quatre îles Mayotte, Anjouan Mohéli et Grande Comore. Nous accomplissons toutes les tâches Depuis longtemps. L'agriculture, la pêche, Les travaux manuels.                                 |
| Zinu harumwa mutsanganyiho Wa niya za hatru Ridjitoa fidiya Riwanie mipaka ya Komori Dayima ngasi tiyari Si wanantsi wa Komori Lazima ritre zedamu Isipoteye | Nous les réalisons dans l'union De nos esprits. Nous sacrifions nos vies Pour défendre l'intégrité des Comores. Nous sommes toujours prêts, Nous les citoyens des Comores, S'il faut que nous versions notre sang Pour sauver notre pays. |
| Ungwana ngazi nuo Si wakomori masiwa manne Maore Ndzuwani Mwali Ngazidja Hazi piya ngasi nizo Rangu zamani Dima ulozi Hazi za mihono                         | La liberté nous l'avons Nous les Comoriens des quatre îles Mayotte, Anjouan Mohéli et Grande Comore. Nous accomplissons toutes les tâches Depuis longtemps. L'agriculture, la pêche, Les travaux manuels.                                 |
| Shababi risihana piya Waume na washe Shababi risihana piya Waume na washe Ndo maesha ya usoni Ya hatru si wanantsi wa Komori                                 | Toute la jeunesse est solidaire, Garçons et filles. Toute la jeunesse est solidaire, Garçons et filles. C'est la vie dans le progrès Pour nous, citoyens des Comores.                                                                     |